# Gelis merops
Gelis merops är en stekelart som beskrevs av Schwarz 2002. Gelis merops ingår i släktet Gelis och familjen brokparasitsteklar. Inga underarter finns listade i Catalogue of Life.